# Amphigonalia pusilla
Amphigonalia pusilla är en insektsart som först beskrevs av Delong et Currie 1959.  Amphigonalia pusilla ingår i släktet Amphigonalia och familjen dvärgstritar. Inga underarter finns listade i Catalogue of Life.